# Gourdon (Alpes Marítimos)
Gourdon é uma comuna francesa na região administrativa da Provença-Alpes-Costa Azul, no departamento dos Alpes Marítimos. Estende-se por uma área de 22,53 km², com 379 habitantes, segundo os censos de 1999, com uma densidade de 16 hab/km².
Pertence à rede das As mais belas aldeias de França.